# Vâyou

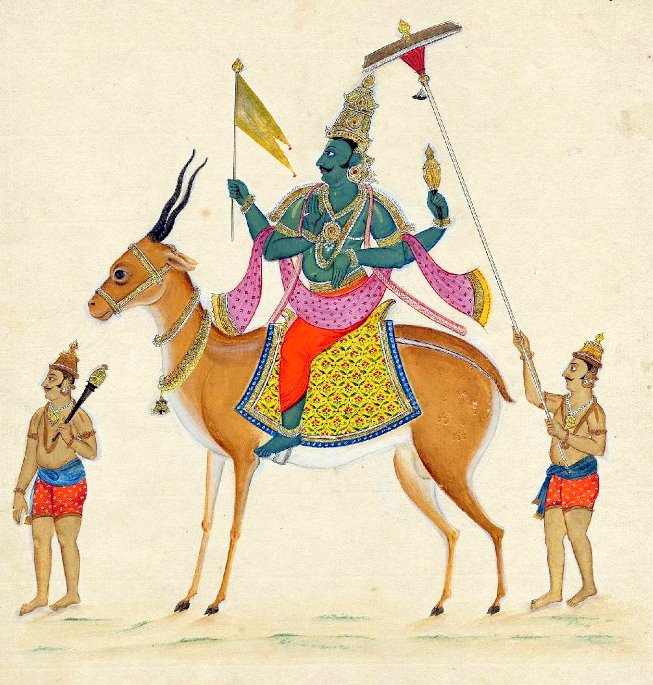
Vâyou, illustration (de style Company Paintings, École de Tanjore ou de Trichinopoly) réalisée vers 1820

Dans l'hindouisme, Vāyu est le dieu du vent et le dikpāla ou gardien du nord-ouest.

## Mythologie
Le spécialiste de mythologie comparée, Jean Haudry voit en lui, originellement l'un des grands dieux guerriers indo-iraniens.
Mentionné pour la première fois dans le Rig Veda, où il est également nommé Vata. Il est le souffle des dieux, va où il veut et ne peut être vu. Vāyu accorde la renommée et la richesse à ses adorateurs, disperse leurs ennemis et protège les faibles.
Il est représenté juché sur une antilope (rapide comme le vent). Son attribut est généralement un étendard. L'antilope est le symbole animalier du quatrième chakra : anahata chakra. L'élément adjoint à ce confluent énergétique est l'air.
Dans le Mahâbhârata, Vāyu est le père de Bhima, le deuxième des frères Pândava.
Dans le Râmâyana, il est aussi appelé Pavana, le « Purificateur », et le singe blanc Hanuman, ami du dieu Rāma, est supposé être son fils, ce qui lui donne le pouvoir de traverser la mer jusqu'à l'île de Lanka (le Sri Lanka actuel).
Dans les purāṇa, il est un des dikpāla, le gardien du Nord-Ouest.
Vāyu en médecine ayurvédique est un des trois éléments fondamentaux avec Sūrya et Agni.

## Dans la culture
- Vâyou fait partie des nombreux dieux cités dans la série de bande dessinée Astérix.